# Asellus epimeralis
Asellus epimeralis är en kräftdjursart som beskrevs av Yakov Avadievich Birstein 1947. Asellus epimeralis ingår i släktet Asellus och familjen sötvattensgråsuggor. Inga underarter finns listade i Catalogue of Life.